# Wolfgang Günther (Historiker)

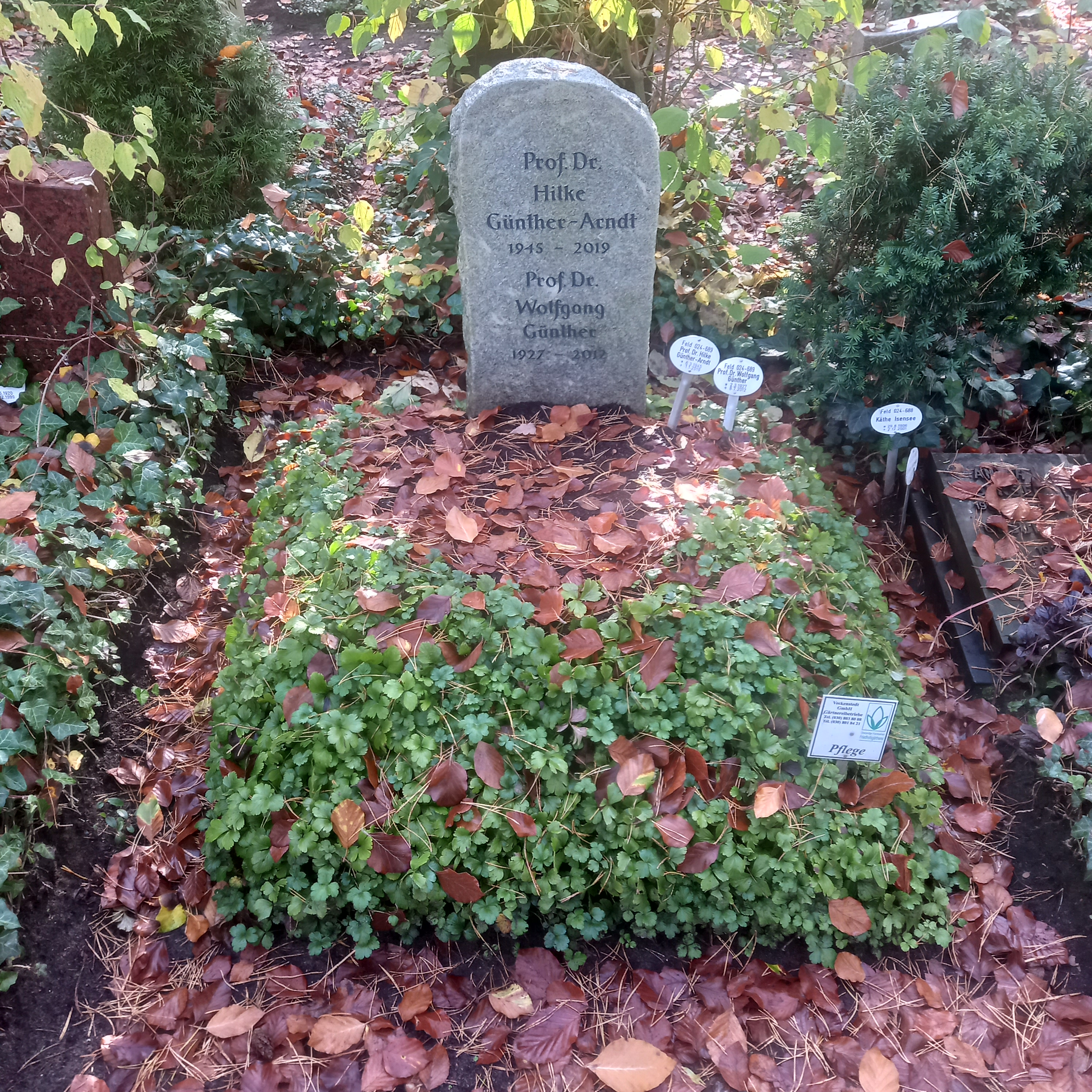
Grab auf dem Waldfriedhof Zehlendorf in Berlin

Wolfgang Günther (* 2. März 1927 in Münsterberg in Schlesien; † 8. Juli 2012 in Berlin) war ein deutscher Historiker.

## Leben
Ab 1952 absolvierte er ein Volksschullehrerstudium an der PH Oldenburg. Ab 1966 war der Ehemann Hilke Günther-Arndts an der PH Oldenburg pädagogischer Assistent. Er wurde 1978 promoviert, 1982 habilitiert, 1986 zum außerplanmäßigen Professor und 1988 zum Akademischen Direktor ernannt.

## Schriften (Auswahl)
- Die Revolution von 1918/19 in Oldenburg. Oldenburg 1979, ISBN 3-87358-114-0.
- mit Hermann Haiduck, Rosemarie Krämer, Peter Schmid und Heinrich Schmidt: Nordenham. Die Geschichte einer Stadt. Oldenburg 1993, ISBN 3-89442-153-3.